# Tambo (distrito de Huaytará)
Tambo é um distrito do Peru, departamento de Huancavelica, localizada na província de Huaytará.

## Transporte
O distrito de Tambo é servido pela seguinte rodovia:
- HV-118, que liga a cidade de Santiago de Chocorvos ao distrito de Ayaví
- HV-121, que liga a cidade de Santiago de Quirahuara ao distrito de Pilpichaca
- HV-122, que liga a cidade de Santiago de Chocorvos ao distrito de Pilpichaca
- PE-28A, que liga o distrito de Ayacucho (Região de Ayacucho) à cidade de San Clemente (Região de Ica)  [1][2][3]